# Дамфріс
Дамфрі́с (англ. Dumfries, шотл. Dumfries, шотл. гел. Dùn Phris) — місто на півдні Шотландії, адміністративний центр області Дамфріс-і-Галловей.
У цьому місті в останні роки жив шотландський поет Роберт Бернз, який похований тут на кладовищі біля церкви (мавзолей Бернза). У будинку, де жив поет, діє музей. У Дамфрісі народилися політичний діяч Девід Манделл, футболіст Дейв Галлідей, музикант Кельвін Харріс.
Населення міста становить 31 530 осіб (2006).

## Міста-побратими
- Аннаполіс, США
- Гіфхорн, Німеччина
- Пассау, Німеччина
- Канту, Італія